# Château de Saint-Jean-des-Mauvrets
Le château de Saint-Jean est situé sur la commune de Saint-Jean-des-Mauvrets en Maine-et-Loire. Préalablement appelé château d'Olonnes, il date des XVIIe, XVIIIe et XIXe siècles.

## Histoire
La terre seigneuriale formait au début du XIIe siècle une châtellenie liée à la baronnie de Briançon, où elle continua à rendre hommage. Le château autrefois fortifié s'entourait encore au XVIIIe siècle de large douves, fossés et pont-levis en ruines, avec un grand enclos de murs. Le châtelain avait droit de haute, moyenne et basse justice.
Louis-Anselme-François Pasqueraye du Rouzay était seigneur de Saint-Jean-des-Mauvrets en 1789, puis officier de cavalerie et chevalier de Saint-Louis. Par lettres patentes du 6 juillet 1826, le roi Charles X érigea en majorat, en sa faveur, le château de Saint-Jean-des-Mauvrets et ses dépendances, et à ce majorat fut attaché le titre de comte.
Une grande partie du château et son domaine est inscrite au titre des monuments historiques par arrêté du 12 avril 2016.

## Architecture
Le château actuel fut reconstruit en 1810. Les bas relief décorant la façade sont attribués à Pierre-Louis David (1756-1821), sculpteur ornemaniste à Angers, père du sculpteur Pierre-Jean David d'Angers.

## Parc et jardin
Dans le parc du château de Saint-Jean-des-Mauvrets, M. du Rouzay a fait élever deux petits dolmens au XIXe siècle,. Ces pseudo-mégalithes ont quelquefois trompé les archéologues étrangers au pays.
Le parc du château accueille aujourd'hui le Golf d'Angers, ainsi que le Domaine de Saint-Jean .

## Propriétaires successifs
- 1440- Juliette de la Rochefoucould, comtesse de Poméranie et duchesse de Scheunfelt.
- 1442 - Jean de Châteaubriant[6], seigneur de Saint-Jean-des-Mauvrets, Juigné, Clervaux, Tigné, les Granges.
- 1488 - Jean d'Ingrandes, mari de Louise de Châteaubriant.
- 1598 - Suzanne de Montausier, veuve de Jean de Châteaubriant.
- 1601-1635 Comte Jean de Maillé de la Tour-Landry.
- Louis de Maillé de la Tour-Landry[10], chevalier, marquis de Gilbourg, Bourbont, le Grelay, le Fresne, Saint-Jean-des-Mauvrets, Yeug sur Loire.
- André de Maillé, de la Tour-Landry, sieur de Saint-Jean, Juigné, Tigné, les Granges, héritier présomptif des princes du Bas-Berry.
- 1690 - Charles-André de Maillé de la Tour-Landry Châteaubriant, chevalier, marquis de Gilbourg, comte de Maillé.
- 1716 - Jean-Francois Lecorvaisier, chevalier, sieur de St-Vallay, de Gilbourg, grand maitre enquêteur et réformateur des Eaux et Forêts de France au département de Touraine, Maine et Anjou.
- 1742 - Pierre Pasqueraye du Rouzay, conseiller du roi en l'Élection d'Angers, époux de Renée Bucher du Cerisier.
- Anselme-Étienne Pasqueraye du Rouzay, fils du précédent, époux en 1764 de Marie-Madeleine-Renée de Mailly-de-Montjean.
- 1785 - Louis-Anselme-François Pasqueraye du Rouzay, fils du précédent, comte du Rouzai en 1826.
- 1839 - Louis-Emmanuel Pasqueraye du Rouzay[11],[12], fils du précédent, époux de Mélanie de la Planche de Ruillé.
- 1890 - Roger-Marie-Charles de Terves[13],[14] (1838-1916), comte de Terves, député, époux de Louise Pasqueraye du Rouzay, père de la comtesse d'Olonne (1872-1956), ancien officier de cavalerie dans l'armée pontificale (1860-1869), attaché à l'état-major du général de Lamoricière.
- Comtesse de Carcaradec (1924-2011), née Anne de Dampierre d'Olonne, petite-fille de la comtesse d'Olonne[15].